# Gary Locke (cầu thủ bóng đá Anh)
Gary John Locke (sinh 12 tháng 7 năm 1954) là một cựu cầu thủ bóng đá người Anh, từng thi đấu cho Chelsea và Crystal Palace, tại Football League và tại Allsvenskan cho Halmstads BK.
Locke được sinh ra ở Park Royal nhưng chuyển tới Willesden năm sáu tuổi cùng gia đình của ông năm 1960.
Là một hậu vệ phải, Locke dành phần lớn thời gian trong sự nghiệp tại Chelsea, thi đấu hơn 300 trận tại giải quốc gia và cúp cho đội bóng phía tây Luân Đôn trong giai đoạn từ 1972 tới 1983. Ông trở thành cầu thủ chuyên nghiệp vào tháng 7 năm 1971, có trận đấu ra mắt trong chiến thắng 3–1 trước Coventry City tại First Division ngày 30 tháng 9 năm 1972, và ghi bàn thắng đầu tiên cho câu lạc bộ cũng vào lưới đối thủ này ngày 24 tháng 8 năm 1974. Ông được bầu là Cầu thủ Chelsea xuất sắc nhất mùa giải 1973–74.